# 피오나 스테이플스
피오나 스테이플스(영어: Fiona Staples)는 캐나다의 만화가이다. 브라이언 K. 본과 함께 쓴 《사가》가 그녀의 대표작이며 이 작품으로 2013년 아이스너상, 휴고상, 하비상을 휩쓸었다.
2015년에는 마크 웨이드의 같이 아치 코믹스의 리부트 시리즈 《아치》의 작화를 담당한다.

## 저작
| 제목 | 원제   | 이슈 | 작화           | 출판사        | 연도  |
| ---- | ------ | ---- | -------------- | ------------- | ----- |
| 사가 | Saga   | #1-  | 브라이언 K. 본 | 이미지 코믹스 | 2012- |
| 아치 | Archie | #1-  | 마크 웨이드    | 아치 코믹스   | 2015  |